# El jardín de las brumas
El jardín de las brumas es la segunda novela en inglés del novelista malasio Tan Twan Eng, publicada por primera vez en inglés en noviembre de 2011. El libro sigue a la protagonista Teoh Yun Ling, quien fue prisionera de los japoneses durante la Segunda Guerra Mundial y luego se convirtió en jueza a cargo de casos de crímenes de guerra. Buscando después de la guerra crear un jardín en memoria de su hermana, que fue encarcelada con ella pero no sobrevivió, acaba sirviendo como aprendiz de un jardinero japonés en los Cameron Highlands durante varios meses durante la Emergencia Malaya. Cuando comienza la historia, años después, ella intenta darle sentido a su vida y sus experiencias.
La novela se desarrolla durante tres épocas diferentes: finales de los años 1980, cuando la protagonista principal regresa al jardín japonés, Yugiri, de su aprendizaje, y comienza a escribir sus memorias; principios de la década de 1950, cuando tuvieron lugar los principales acontecimientos de la novela; y la Segunda Guerra Mundial, que proporciona el telón de fondo de la historia. 
La recepción crítica del libro fue en general favorable. Fue preseleccionado para el Premio Booker y recibió el Premio Literario Man Asian de Literatura  y el Premio Walter Scott de Ficción Histórica.   Fue adaptado a un largometraje por HBO Asia en asociación con otras tres productoras y lanzado en 2019.

## Argumento
El libro comienza con una reflexión de la protagonista: "En una montaña sobre las nubes vivía una vez un hombre que había sido el jardinero del Emperador de Japón. No mucha gente habría sabido de él antes de la guerra, pero yo sí. Había dejado su casa al amanecer para llegar a las tierras altas centrales de Malaya. Tenía diecisiete años cuando mi hermana me habló por primera vez de él. Pasaría una década antes de que viajara a las montañas para verlo. No se disculpó por lo que sus compatriotas nos habían hecho a mi hermana y a mí. Ni aquella mañana marcada por la lluvia cuando nos conocimos, ni en ningún otro momento. ¿Qué palabras podrían haber curado mi dolor, haberme devuelto a mi hermana? Ninguno. Y él entendió eso. No mucha gente lo hizo. " 
La jueza recién jubilada de la Corte Suprema, Teoh Yun Ling, regresa a Cameron Highlands en Malaya, donde pasó unos meses como aprendiza del jardinero japonés, de quien esperaba que diseñara un jardín conmemorativo para su hermana, Teoh Yun Hong. La afasia inminente está obligando a Yun Ling a lidiar con asuntos pendientes de su pasado mientras aún es capaz de recordar. El jardinero, Nakamura Aritomo, había sido jardinero del emperador Hirohito, pero se mudó a Malaya después de una pelea y pasó años diseñando y construyendo allí su propio jardín, llamado Yugiri. Posteriormente, desaparece sin dejar rastro en las montañas del altiplano. Al revivir sus recuerdos de Aritomo y su tiempo allí, Yun Ling comienza a escribir sus memorias y se reúne con el profesor japonés Yoshikawa Tatsuji, quien está escribiendo un libro sobre la vida y obra de Aritomo.
Durante la ocupación japonesa de Malaya, Yun Ling y su hermana mayor Yun Hong habían sido encarceladas en un campo de internamiento de civiles japoneses donde Yun Hong fue obligada a convertirse en una mujer de consuelo para los soldados japoneses. Yun Hong perece en el caos y la violencia del fin de la ocupación, y tras la guerra, Yun Ling quiere cumplir una promesa que le hizo a su hermana: construir un jardín japonés en su casa de Kuala Lumpur. Viaja a las tierras altas para visitar al viejo amigo de la familia Magnus Pretorius, un productor de té afrikáner expatriado cuya granja lindaba con el jardín de Aritomo, y para buscar una audiencia con Aritomo. Aritomo se niega a diseñar el jardín que Yun Ling quiere construir, pero inesperadamente, propone contratarla como aprendiz, para que luego pueda diseñar y construir ella misma el jardín conmemorativo de su hermana. A pesar de su resentimiento con los japoneses, Yun Ling acepta el aprendizaje.
Durante las conversaciones de Yun Ling con Tatsuji, luego de su regreso a Yugiri años después, se revela que Aritomo estuvo involucrado en un programa japonés encubierto durante la guerra para ocultar tesoros saqueados de los territorios ocupados. Los rumores sobre este programa llamado "Lirio Dorado" se extendieron y Magnus fue asesinado tratando de salvar a su familia de las guerrillas comunistas que vinieron en busca del tesoro.
Aritomo nunca había hablado del tesoro con Yun Ling, pero gradualmente queda claro que podría haber dejado una pista sobre su ubicación. Él y Yun Ling se habían vuelto cercanos durante su aprendizaje. Ambos tenían profundos secretos y dolor que el otro se volvió excepcionalmente capaz de captar. Con el permiso de Yun Ling, Aritomo creó un complejo tatuaje horimono en su espalda. Ahora parece que este tatuaje podría contener un mapa de la ubicación del tesoro. Yun Ling decide que, antes de morir, debe asegurarse de que nadie pueda poner sus manos en su cuerpo o en el mapa. Mientras tanto, se propone restaurar el ahora descuidado y descuidado jardín de Aritomo.

## Personajes principales
- Teoh Yun Ling: el personaje principal y narrador en primera persona de la novela. Yun Ling fue la única superviviente de su campo de internamiento y todavía sufre de un síndrome del superviviente por no haber podido salvar a su hermana. Va a buscar a Aritomo para aprender a crear un jardín japonés en memoria de su hermana.
- Nakamura Aritomo: fue el jardinero del emperador Hirohito, es despedido debido a una disputa sobre el diseño de un jardín con un notable japonés. Después de reasentarse en Malaya para trabajar en su propio jardín, continúa trabajando con el gobierno japonés para salvar a los lugareños del internamiento. También colabora con las guerrillas comunistas para proteger el jardín y a sus vecinos de ataques. Además de ser un hábil jardinero y artista, Aritomo también practica otras artes zen, el tiro con arco y la ceremonia del té.
- Magnus Pretorius: expatriado de Transvaal, se instaló en Cameron Highlands para cultivar té y se casó con una mujer local. Luchó en la segunda guerra bóer, donde perdió un ojo.
- Yoshikawa Tatsuji: un historiador japonés que ha atraído la atención negativa en su tierra natal por intentar arrojar luz sobre los crímenes de guerra de su país. Durante la guerra, era un piloto kamikaze que se suponía que iba a emprender una misión suicida, pero fue salvado por su amante y oficial al mando.
- Frederik Pretorius: sobrino y heredero de Magnus. Tiene una breve aventura con Yun Ling antes de que ella se convierta en la amante de Aritomo.
- Yun Hong: la hermana mayor de Yun Ling, que se vio obligada a convertirse en una mujer de consuelo para los soldados japoneses en el campo de internamiento. Durante una visita de su infancia a Japón, se enamoró de los jardines japoneses y utilizó los recuerdos de ellos para ayudarse a ella y a su hermana a sobrevivir los traumas físicos y mentales del campamento.
- Emily: mujer malaya-china que se enamora de Magnus y se casa con él.
- Ah Cheong: sirviente de Aritomo.

## Temas
La novela, que se desarrolla en tres períodos de tiempo diferentes, aborda una serie de cuestiones históricas. La ocupación japonesa de Malasia es el telón de fondo de ambos períodos posteriores. La narrativa central de la relación de Yun Ling y Aritomo se desarrolla en el contexto de la emergencia malaya de la posguerra. Finalmente, como Yun Ling narra la historia en su presente, encontrándose en la era de la Malasia independiente.  Los distintos personajes encarnan diferentes actitudes hacia el colonialismo. Yun Ling, un peranakan, minimiza la importancia de la nacionalidad: "Los países viejos están muriendo... y nacen otros nuevos. No importa de dónde vinieron los antepasados".  Magnus, mientras tanto, mantiene recuerdos de Sudáfrica bajo el dominio británico y enarbola una bandera de Transvaal en lo alto de su casa. Su hermana murió en un campo de internamiento, donde sospecha que fue asesinada por los británicos. Tatsuji se siente culpable de poscolonialismo por las acciones de su nación durante la guerra e intenta disculparse con Yun Ling por las atrocidades que ha sufrido a manos de su gente, pero ella responde que "[tu] disculpa es sin sentido." 
Un tema central de la novela es la valentía de las mujeres contra la tiranía de los hombres (Nash). El libro comienza con una cita del historiador Richard Holmes,  en la que señala que si bien los antiguos griegos tenían una diosa para la memoria, Mnemósine, no había ninguna para el olvido.  "Sin embargo, debería haberlo, ya que son hermanas gemelas...".  Un crítico observó: "El espíritu independiente de Yun Ling y su ira se filtran como manchas de tinta en la narrativa, pero su esencia destilada es una evaluación más tranquila de la dicotomía de la memoria, sus traicioneros fracasos, sus crueles conveniencias, su desvanecimiento y liberación”.  La memoria también está fuertemente ligada a la culpa, particularmente a la culpa del sobreviviente; Yun Ling se pregunta "¿por qué ella sobrevivió y su hermana murió?". 

## Recepción de la crítica
Las críticas de El jardín de las brumas fueron en su mayoría favorables. Boyd Tonkin de The Independent escribió que "Tan escribe con un aplomo y una gracia impresionantes".  Apreció la combinación de "narración del fin del imperio llena de acción" y el esfuerzo de Tan por "capturar la quietud en el papel".  Mientras tanto, Dominique Browning, que escribe para The Daily Telegraph, describió a Aritomo como "un personaje fascinante" y consideró que el libro era "una novela fuerte y tranquila".  Manasi Subramaniam de Asian Review of Books encontró el final "increíblemente satisfactorio" y comentó sobre la "exuberante belleza y el arte de un jardín japonés" del escrito.  Kapka Kassabova de The Guardian señaló que "[e]s imposible resistirse a la frase inicial" de la novela:  "En una montaña sobre las nubes vivió una vez un hombre que había sido el jardinero del Emperador de Japón."
El 25 de julio de 2012, el libro fue preseleccionado para el Premio Booker y el 11 de septiembre fue preseleccionado. 
El 14 de marzo de 2013 ganó el Premio Man Asian de Literatura. 
El 14 de junio de 2013 ganó el Premio Walter Scott de Ficción Histórica.  

## Adaptación cinematográfica
En octubre de 2014, se anunció que la novela sería adaptada a un largometraje por la compañía cinematográfica malaya Astro Shaw en colaboración con HBO Asia y la Corporación Nacional de Desarrollo Cinematográfico de Malasia.   El director taiwanés Tom Lin Shu-yu dirigió la película y el guion fue escrito por el guionista escocés Richard Smith. El reparto incluye a Lee Sin-je, Hiroshi Abe, Sylvia Chang, David Oakes, Julian Sands y John Hannah.  
La película se estrenó el 29 de noviembre de 2019 en Taiwán, el 26 de diciembre de 2019 en Hong Kong y el 16 de enero de 2020 en Malasia, Brunéi y Singapur.